# Ligne de tramway 544/1
La ligne 544/1 d'après son numéro de tableau horaire est une ancienne ligne de tramway du Groupe de Namur de la Société nationale des chemins de fer vicinaux (SNCV) qui a fonctionné entre le 23 janvier 1892 et le 11 octobre 1947.

## Histoire
La ligne est mise en service le 23 ou 25 janvier 1892 entre le port de Namur et Malonne Port (nouvelle section, capital 50).
En 1893, la ligne connait trois prolongements (nouvelles sections, capital 50), le 13 mai vers Malonne Malpas, le 15 juin vers Malonne Insepré et enfin le 9 septembre vers Bois-de-Villers.
En 1895, on assiste à de nouveaux prolongements(nouvelles sections, capital 50) : depuis Bois-de-Villers vers le sud-ouest, le 6 janvier vers la nouvelle gare de Lesve et 19 mai vers la gare de Saint-Gérard et depuis le port de Namur vers le sud, le 21 septembre la ligne atteint Wépion.

## Exploitation

### Horaires
Tableaux :
- 544 en 1931[2], , numéro partagé avec la ligne électrique 6 Malonne - Profondeville.